# Curuá
Curuá är en kommun i Brasilien.   Den ligger i delstaten Pará, i den centrala delen av landet, 1 700 km norr om huvudstaden Brasília. Antalet invånare är 12 262.
I omgivningarna runt Curuá växer i huvudsak städsegrön lövskog. Runt Curuá är det mycket glesbefolkat, med 4 invånare per kvadratkilometer.